# Лихацкий, Аникий Кириллович
Аникий Кириллович Лихацкий (укр. Анікій Кириллович Лихацький; 1894 год — 1958 год) — колхозник, управляющий отделением совхоза имени Красной Армии Министерства совхозов СССР, Полтавский район, Полтавская область, Украинская ССР. Герой Социалистического Труда (1948).
После Великой Отечественной войны руководил отделением совхоза имени Красной Армии. В 1947 году отделение совхоза собрало в среднем по 31,5 центнера пшеницы с участка площадью 80 гектаров. В 1948 году удостоен звания Героя Социалистического Труда «за получение высоких урожаев пшеницы и ржи при выполнении совхозом плана сдачи государству сельскохозяйственных продуктов в 1947 году и обеспеченности семенами зерновых культур для весеннего сева 1948 года».
В конце своей трудовой деятельности руководил 4-м отделением совхоза «Ракетная» Кременчугского района.
Скончался в 1958 году.

## Награды
- Герой Социалистического Труда — указом Президиума Верховного Совета СССР от 13 марта 1948 года
- Орден Ленина